# Gadjo dilo
Gadjo dilo (în traducere din romani, Străinul nebun, în engleză The Crazy Stranger) este un film francez filmat în România în 1997 regizat de Tony Gatlif.

## Premii
Filmul a primit 9 premii și 4 nominalizări.

## Distribuția
- Romain Duris, personajul Stéphane
- Rona Hartner, personajul Sabina
- Izidor Serban, personajul Izidor
- Ovidiu Balan, personajul Sami
- Naomy, personajul Marian
- Adrian Minune, personajul „Copilul minune”